# فيكتوريا كالينينا
فيكتوريا كالينينا (بالروسية: Калинина, Виктория Викторовна) مواليد 8 ديسمبر 1988 في كراسنودار، هي لاعبة كرة يد روسية تلعب كحارس مرمى. مثلت منتخب روسيا لكرة اليد للسيدات. شاركت في دورة الألعاب الأولمبية الصيفية سنة 2016.

## سجل المنافسة
شاركت في البطولات التالية:
- الألعاب الأولمبية الصيفية 2016
- بطولة أوروبا لكرة اليد للسيدات 2016

## الميداليات
| الميدالية | المسابقة                       |
| --------- | ------------------------------ |
| ذهبية     | الألعاب الأولمبية الصيفية 2016 |

## روابط خارجية
- فيكتوريا كالينينا على موقع الاتحاد الأوروبي لكرة اليد (الإنجليزية)
- فيكتوريا كالينينا على موقع أوليمبيديا (الإنجليزية)